# Rosskanal
El Rosskanal o Roßkanal és un canal navegable al port d'Hamburg a l'estat d'Hamburg a Alemanya que comença al Köhlbrand i que s'acaba al Rosshafen i l'Ellerholzkanal terraplenat. El canal, paral·lel al Neuhöfer Kanal està sotmès al moviment de la marea. Ha perdut quasi tot el seu paper pel transport aquàtic. El seu nom prové d'un antic mas Ross desaparegut.

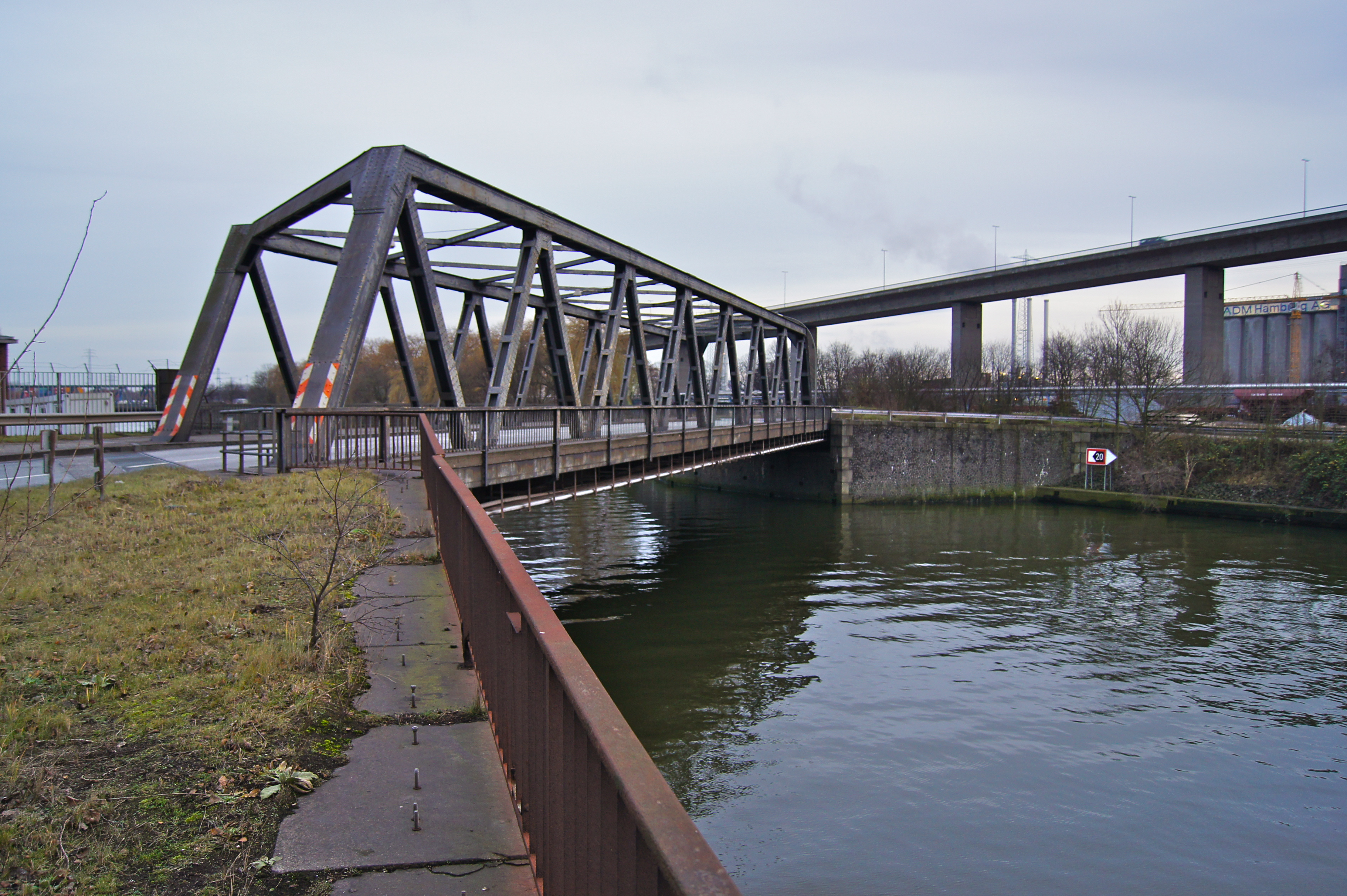
El pont Howald
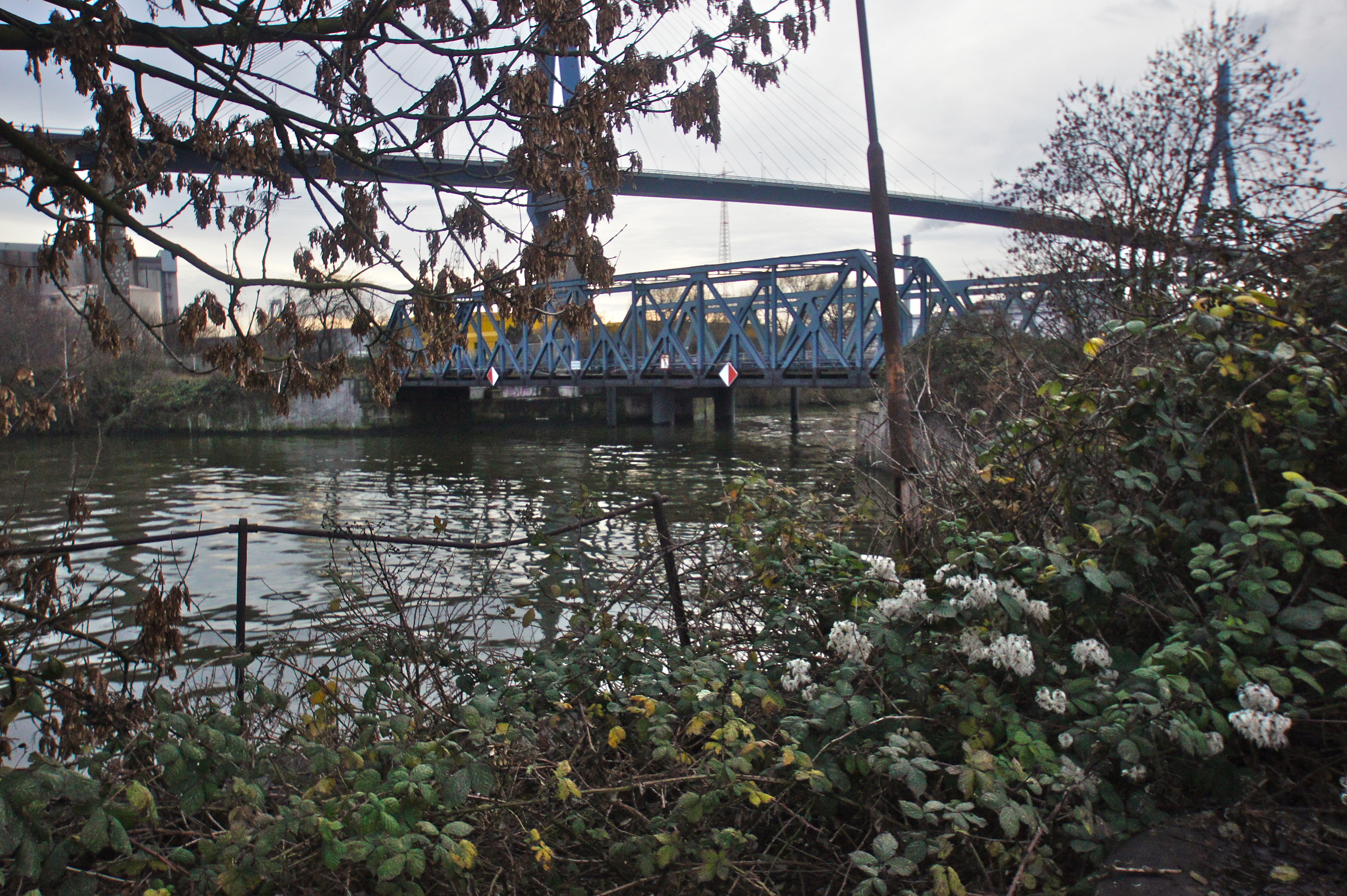
El pont ferroviari Rossbrücke
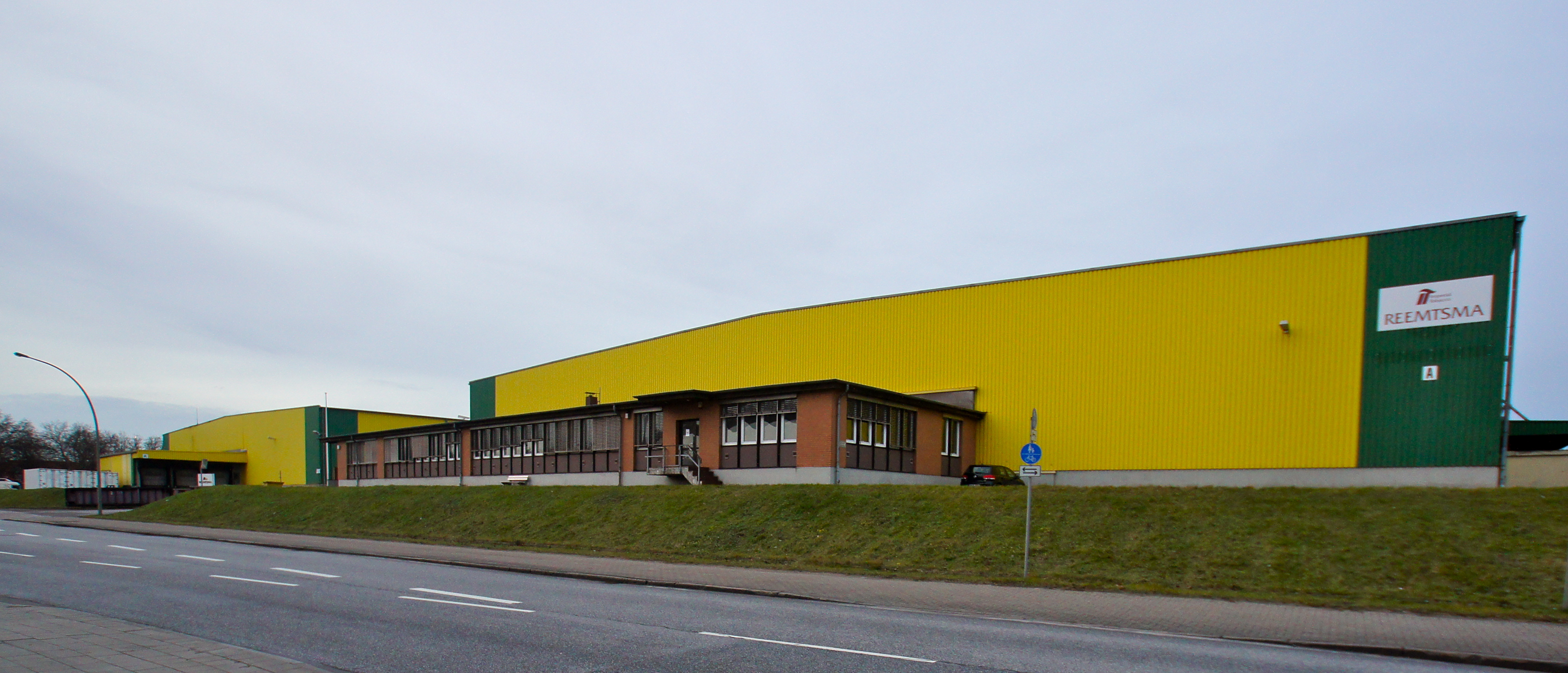
Els magatzems Reemtsma al marge del canal
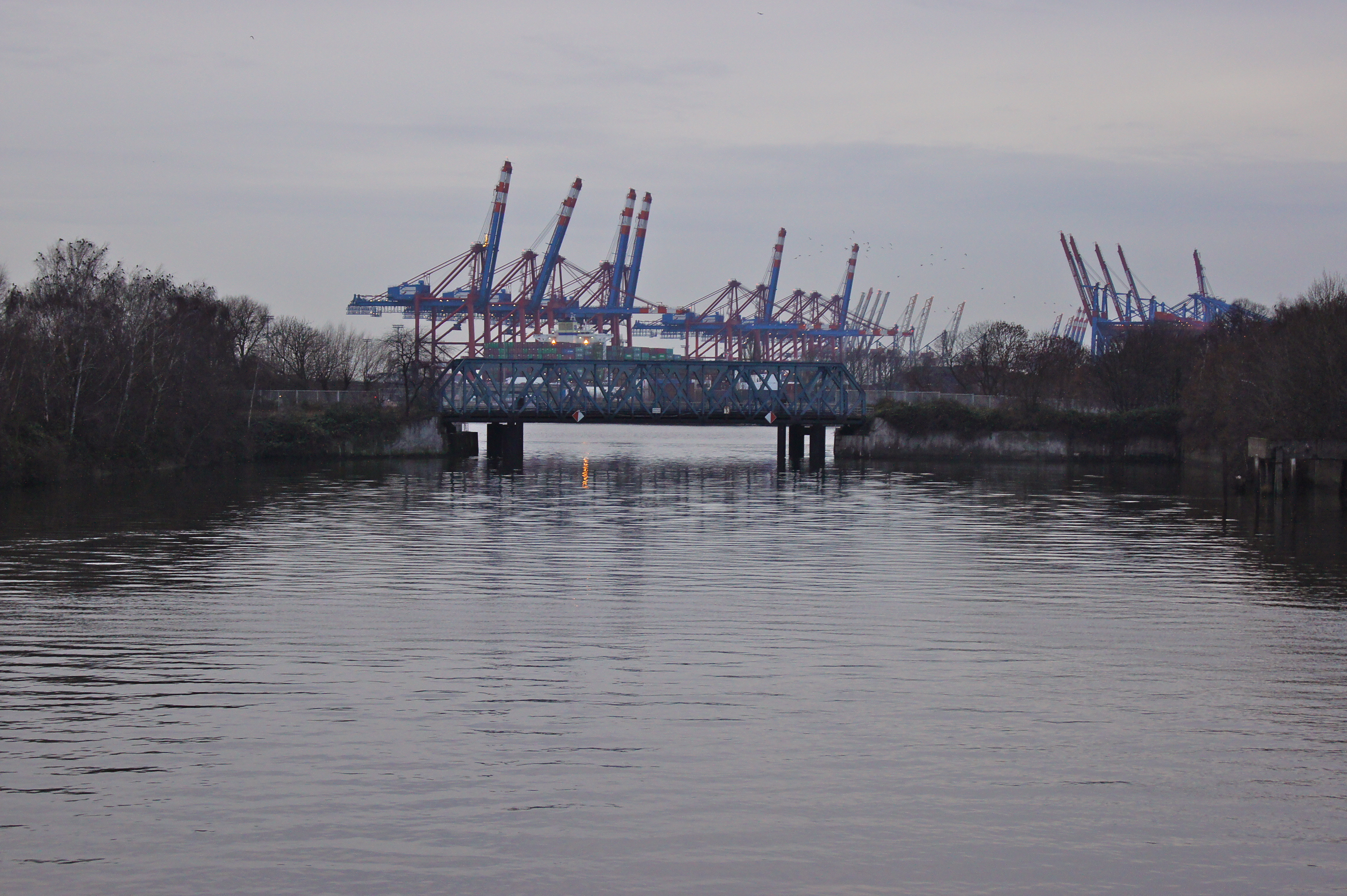
La desembocadura al Köhlbrand i els terminals de contenidors CTH i CTB al segon pla
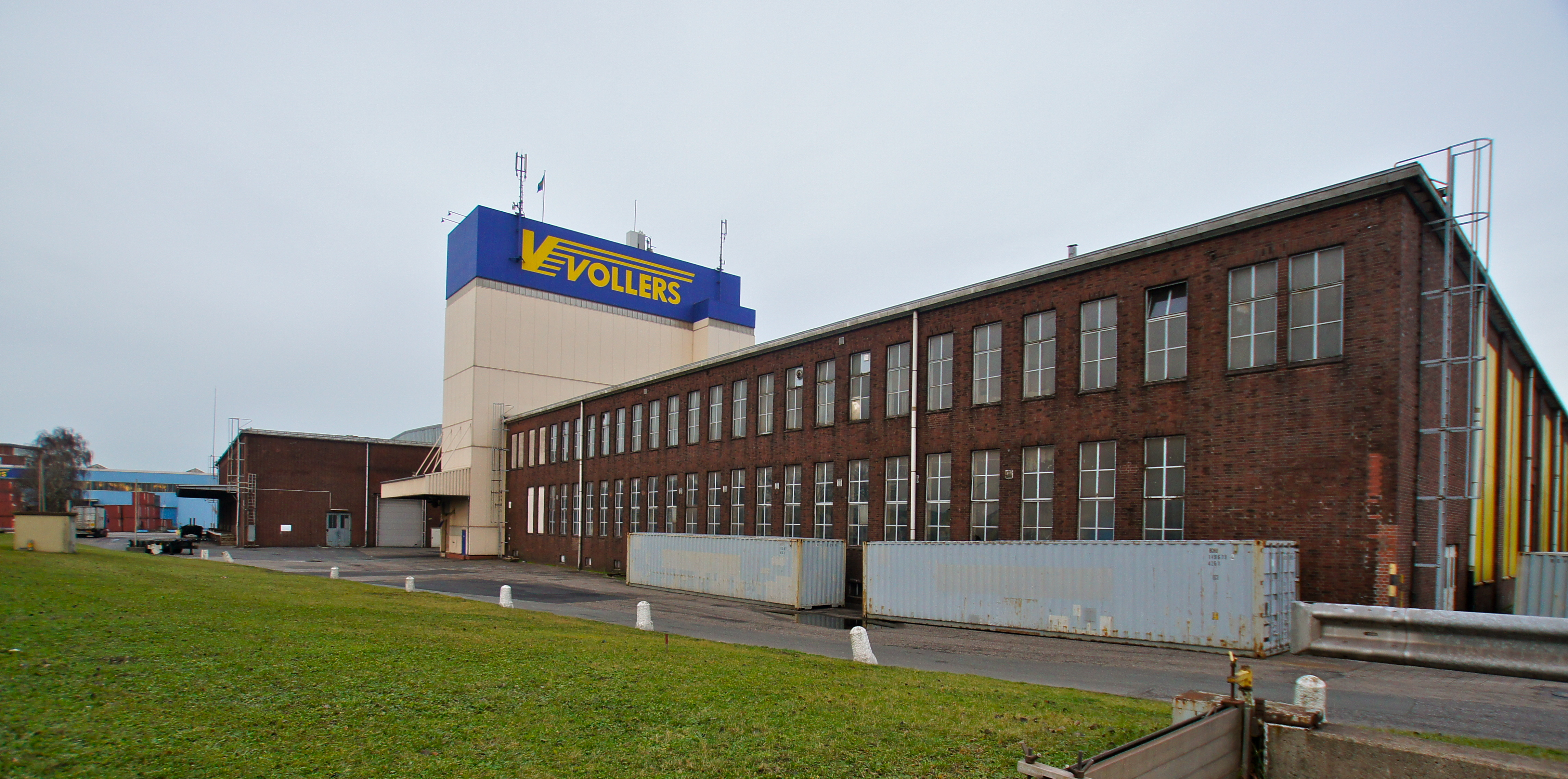
Els magatzems Vollers

## Connecta amb
- Köhlbrand
- Rosshafen
- Ellerholzkanal
- Süderelbe